# La Celsa
La Celsa, o anche Tomba Celsa, è un mausoleo posto al km 12,7 della via Flaminia a Roma, nella zona Z. LVII Labaro.
Il mausoleo, a tamburo cilindrico su basamento parallelepipedo, fa parte di un complesso molto più vasto, che si estendeva dall'altura di Saxa Rubra fino al Tevere. È presente anche una formazione di cavità usate come zona funeraria.

## Collegamenti
|  | È raggiungibile dalla stazione La Celsa. |